# Cratilo (dialogo)
Il Cratilo (Κρατύλος) è un dialogo di Platone. In esso è trattato il problema del linguaggio, o meglio, della correttezza dei nomi. Protagonisti del dialogo sono Socrate, Ermogene e Cratilo.
La maggior parte degli studiosi moderni concorda sul fatto che venne scritto principalmente durante il cosiddetto periodo di mezzo di Platone.

## Struttura e contenuto delCratilo

### Incontro tra Socrate, Ermogene e Cratilo. Formulazione del problema e delle due tesi sulla correttezza dei nomi
Socrate incontra Ermogene e Cratilo, che stanno discutendo attorno al problema della correttezza dei nomi e viene messo a parte da Ermogene delle teorie di cui sono sostenitori. Cratilo afferma infatti che i nomi sono per natura, ossia rispecchiano realmente la realtà; Ermogene crede invece che i nomi siano arbitrari, decisi dall'uso e dalla convenzione.

### Confutazione della tesi di Ermogene: il nome racchiude in sé qualcosa dell'oggetto a cui si riferisce
Socrate comincia a confutare la tesi di Ermogene, mostrando che i nomi non sono solo convenzioni, ma anzi rappresentano un qualcosa dell'oggetto a cui si riferiscono; contengono cioè una qualche caratteristica che li rende perfetti nell'adattarsi alla cosa descritta. Lo dimostra il fatto che esistono discorsi veri e discorsi falsi. Poiché il nome è parte del discorso, è evidente che i nomi utilizzati nel discorso vero devono essere corretti; quelli usati nel discorso falso non lo sono. Colui che ha deciso i nomi, il legislatore (Dio secondo Platone), uomo sapiente, ha infatti rivolto la sua attenzione all'idea del nome, adattandolo poi alle diverse necessità descrittive, adoperando sillabe e lettere differenti. Egli ha creato nomi solo corretti, basandosi proprio sulla natura delle cose.

### La sezione etimologica come dimostrazione della tesi di Socrate
Ha qui inizio una lunga sezione etimologica, che occupa gran parte del dialogo. Vengono presi in considerazione nomi di dèi come Tantalo e Zeus e viene parallelamente sviluppato un eguale ragionamento sui nomi delle qualità dell'uomo, come l'anima o il corpo. In seguito si passa ad analizzare la correttezza dei nomi degli astri, dei fenomeni naturali. Il ragionamento si dilunga sulle qualità morali dell'uomo.

### La correttezza dei nomi si misura in base alla correttezza degli elementi che lo compongono, le lettere
Dopo questa lunga disquisizione Socrate spiega ad Ermogene che i nomi fino ad adesso analizzati sono nomi composti. Questa loro caratteristica di essere composti li rende suscettibili di un'ulteriore indagine: quella degli elementi che lo compongono, come le vocali. Le vocali, o, più in generale, gli elementi che formano i nomi, devono infatti riprodurre l'essenza delle cose, giacché è a questa che si riferiscono. Inizia qui l'analisi di alcune lettere come ρ e λ (rho e lambda).

### L'intervento di Cratilo - non esistono nomi non corretti
Cratilo si oppone a questa tesi di Socrate: egli sostiene che il nome è sempre giusto, sempre vero, perché è della stessa natura delle cose che descrive. Il nome sbagliato non è un vero nome.

### La risposta di Socrate - non vi è identità tra nome e cosa, ma somiglianza
Socrate comincia a confutare la tesi di Cratilo. Non è possibile infatti dire che il nome e la cosa a cui si riferisce siano la stessa cosa. La parola "cavallo" ed il cavallo vero e proprio hanno qualcosa in comune, così come un ritratto di un volto racchiude qualcosa del volto che riproduce: tuttavia non sono due cose uguali. Se si ammette questo fatto (e Cratilo, seppur poco convinto, lo fa) bisogna allora ammettere anche che esistono nomi errati e nomi giusti. Del resto un ritratto può nelle intenzioni riprodurre il volto di una certa persona e poi essere dissimile.

### La contestazione di Cratilo, i nomi come fonte di conoscenza
Cratilo contesta ancora a Socrate il problema della conoscenza tramite il linguaggio: se gli uomini conoscono e apprendono la natura delle cose attraverso i nomi, ossia attraverso il linguaggio, è evidente che non potrebbe esistere nessuna conoscenza se il linguaggio non fosse corretto, cioè se i nomi non fossero della stessa natura delle cose.

### L'obiezione di Socrate - la conoscenza è vera solo se è conoscenza delle cose e non dei nomi che le indicano
Socrate sostiene allora che il legislatore, che per primo adoperò i nomi, non è detto che avesse un'opinione giusta delle cose stesse; egli infatti non poté apprendere attraverso i nomi, perché ancora non erano stati inventati. È possibile allora che abbia fatto degli errori e ciò è dimostrato dal fatto che alcuni nomi non sono corretti. Esiste un modo migliore per conoscere: non attraverso i nomi, ma attraverso le cose stesse; solo le cose possono non essere contraddette, mentre i nomi si prestano a molteplici interpretazioni. La possibilità di una conoscenza vera e di una reale correttezza dei nomi risiede nella stabilità della natura delle cose. Poiché la natura è stabile, e rimane sempre uguale, allora è possibile denominarla con precisione.

### Conclusione - scetticismo di Cratilo e commiato da Socrate
Cratilo si mostra poco convinto e alla fine si allontana da Socrate insieme ad Ermogene.

## Le due teorie sul linguaggio

### La teoria sofistica del linguaggio
Ermogene simboleggia la concezione sofistica del linguaggio: per i Sofisti, a partire da Protagora, se “l'uomo è misura di tutte le cose”, ogni tipo di nome si adatta a seconda delle condizioni poste dall'uso. Il termine "cavallo" è puramente convenzionale; non c'è nulla in comune tra la parola cavallo ed il cavallo, tuttavia l'uso comune ha permesso quest'accettazione e si reputa corretto dire che quell'animale è un cavallo. Tuttavia ugualmente bene andrebbe il termine "scoiattolo" o il termine "cicala" giacché non sussiste nessuna somiglianza tra nome e cosa nominata.

### La teoria naturalistica del linguaggio
Cratilo simboleggia invece la concezione naturalistica del linguaggio: esiste un'assoluta identità tra nome e cosa nominata. Il nome è vero sempre, perché racchiude in sé la stessa natura che pervade la cosa nominata. Ogni nome è indizio di conoscenza, di una conoscenza meravigliosa, divina, quasi sacrale. Il nome è giusto perché i primi a nominare le cose furono gli dèi che, essendo perfetti, assegnarono nomi perfetti alle cose. Non esistono dunque nomi sbagliati; esistono nomi e non-nomi.

## La teoria platonica del linguaggio
Platone fonda la sua concezione del linguaggio sull'ontologia; per Platone è immediatamente evidente che esista un'altra realtà al di fuori del nome; è la realtà delle cose a cui i nomi si riferiscono. Bisogna infatti che esista una natura al di fuori del nome perché esista una reale nominabilità. Platone allora comincia dal Cratilo ad elaborare una teoria di Idee immutabili: di un'essenza stabile nella natura, che rimanga uguale ed inalterata nel tempo e che renda valida la nominabilità stessa.

## La figura del legislatore e deldialetticonel Cratilo
Più volte Platone fa riferimento alla figura del legislatore e a quella del dialettico. La figura del legislatore è la figura di colui che per primo adoperò i nomi per riferirsi alle cose. Socrate/Platone utilizza il termine legislatore in senso molto ampio, intendendolo sia come uomo sia come divinità, secondo la concezione naturalistica di Cratilo. Tuttavia si è visto come Socrate alla fine dubiti della infallibilità del legislatore, poiché egli ha assegnato anche nomi errati. La figura del dialettico rappresenta invece la nuova concezione del linguaggio elaborata da Socrate. Secondo Cratilo non esiste altra conoscenza al di fuori del nome. Platone invece è convinto che la vera conoscenza sia al di là del nome, nell'essenza stessa delle cose. Se il legislatore è colui che crea i nomi sulla sua opinione riferendosi alla natura delle cose, il dialettico conosce la natura delle cose in maniera approfondita e, di conseguenza, sa quale nome attribuire ad ognuna di queste cose. Tale nome sarà per forza corretto.

## L'influenza del Cratilo
Gérard Genette, nell'opera Mimologie. Viaggio in Cratilia (1976), parte dal discorso di Platone per argomentare l'idea di arbitrarietà del segno: secondo questa tesi, già sostenuta dal grande linguista Ferdinand de Saussure, il collegamento tra la lingua e gli oggetti non è naturale, ma culturalmente determinato. Le idee sviluppate nel Cratilo, benché datate, storicamente sono state un importante punto di riferimento nello sviluppo della linguistica. Sulla base del Cratilo Gaetano Licata ha ricostruito, nel saggio Teoria platonica del linguaggio. Prospettive sul concetto di verità (2007, Il Melangolo), la concezione platonica della semantica, in base alla quale i nomi avrebbero un legame naturale, una fondatezza essenziale, col loro nominatum.